# Rodrigo Taddei
Rodrigo Ferrante Taddei  (* 6. März 1980 in São Paulo) ist ein ehemaliger brasilianischer Fußballspieler.

## Karriere
Rodrigo Taddei begann seine Karriere bei SE Palmeiras, zur Saison 2002/03 wechselte er erstmals ins Ausland zum AC Siena in die italienische Serie B. In seiner ersten Saison in Siena gelang sogleich der Aufstieg in die Serie A und Taddei konnte sich auf Anhieb in die Stammformation spielen. In den folgenden zwei Spielzeiten in der Serie A konnte der Brasilianer seinen Stammplatz behaupten und war einer der Leistungsträger des Teams. Siena konnte sich in diesen Spielzeiten im Mittelfeld der Serie A manifestieren. Zur Saison 2005/06 wechselte Taddei dann zum Spitzenverein AS Rom, wo er sich auf Anhieb durchzusetzen vermochte. Nach dem Auslaufen seines Vertrages beim Hauptstadtklub erhielt Taddei im Sommer 2014 einen Dreijahresvertrag beim AC Perugia Calcio. Bei dem Klub beendete er am Ende der Spielzeit 2015/16 seine Profilaufbahn.

### Aurelio-Trick
Taddei ist in der Champions-League-Saison 2006/07 durch einen Trick im Spiel des AS Rom gegen Olympiakos am 18. Oktober 2006 aufgefallen, den er später Den Aurelio nannte. Der Trick, bei dem er den Ball mit seinem rechten Fuß hinten um seinen linken Fuß herumzog, benannte er nach seinem Co-Trainer Aurelio Andreazzoli.

### Erfolge
Palmeiras
- Torneio Rio-São Paulo: 2000
- Copa dos Campeões: 2000

AS Rom
- Italienischer Pokalsieger: 2007, 2008
- Italienischer Superpokal – Sieger: 2007

## Trivia
Anfang Juni 2003 wurde Taddei bei einem Autounfall schwer verletzt. Das Fahrzeug kam auf der Autobahn aufgrund eines geplatzten Reifens ins Schleudern, überschlug sich und landete auf dem Dach. Sein jüngerer Bruder Leonardo starb bei dem Unfall, auch sein Teamkollege Pinga wurde verletzt. Siena setzte die geplante Feier zum Aufstieg in die Serie A ab.